# Jumanji: Welcome to the Jungle
Jumanji: Welcome to the Jungle är en amerikansk äventyrs-komedifilm från 2017 i regi av Jake Kasdan och skriven av Chris McKenna, Erik Sommers, Scott Rosenberg och Jeff Pinkner. Det är en del av Jumanji-franchisen, och är en uppföljare till filmen Jumanji från 1995, som bygger på barnboken med samma namn av Chris Van Allsburg. Filmen ger också en hyllning till Robin Williams, som skådespelade i den första filmen, genom att nämna hans karaktärs namn. Filmens karaktärer spelas av Dwayne Johnson, Jack Black, Kevin Hart, Karen Gillan, Nick Jonas och Bobby Cannavale. 
Filmen utspelar sig tjugo år efter den första filmen och handlar om fyra tonåringar som transporteras till datorspelsvärlden Jumanji, och spelar som de karaktärer de valde i början av spelet. De förenas med en annan spelare och måste övervinna spelets magiska kraft för att vinna spelet och återvända hem.
Inspelningen började i Honolulu, Hawaii i september 2016 och avslutades i Atlanta, Georgia i december 2016. Filmen hade biopremiär på Grand Rex i Paris den 5 december 2017, och senare i USA den 20 december 2017 och i Sverige den 22 december samma år. Filmen fick mestadels positiva recensioner, som kallade den för en "trevlig överraskning" och berömde filmens skådespelare. Filmen har tjänat in omkring 943 miljoner dollar över hela världen, vilket gör den till den femte mest inkomstbringade filmen i USA år 2017 och den 42:e mest inkomstbringade filmen genom tiderna.

## Rollista
| - Alex Wolff – Spencer Gilpin - Dwayne Johnson – Spencer Gilpin / Dr. Smolder Bravestone - Madison Iseman – Bethany Walker - Jack Black – Bethany Walker / Professor Sheldon "Shelly" Oberon - Ser'Darius Blain – Anthony "Fridge" Johnson - Kevin Hart – Anthony "Fridge" Johnson / Franklin "Mouse" Finbar - Morgan Turner – Martha Kaply - Karen Gillan – Martha Kaply / Ruby Roundhouse - Mason Guccione – Alex Vreeke - Colin Hanks – Alex Vreeke som vuxen (okrediterad) | - Nick Jonas – Alex Vreeke / Jefferson "Seaplane" McDonough - Bobby Cannavale – Professor Russel Van Pelt - Rhys Darby – Nigel Billingsley - Marc Evan Jackson – Rektor Bentley - William Tokarsky – Brödsäljare - Rohan Chand – Pojken i basaren - Sean Buxton – Alex Vreekes pappa / Jogger - Tim Matheson – Alex Vreekes pappa som gammal (okrediterad) - Maribeth Monroe – Bethany Walkers engelsklärare - Missi Pyle – Gympalärare Webb |